# Біогеоценоз
Біогеоцено́з — ділянка земної поверхні, що характеризується певними фізико-географічними умовами (характером мікроклімату, рельєфу, геологічної будови, ґрунту та водного режиму), разом з біоценозом (угрупованням рослинних і тваринних організмів).
Біогеоценоз є структурною частиною ландшафту. В науку термін біогеоценоз введений академіком В. М. Сукачовим (1942 рік). Біогеоценози можуть бути наземними і водяними. Всі компоненти біогеоценозу створюють єдиний історично сформований природний комплекс, що постійно змінюється внаслідок взаємодії компонентів біогеоценозу між собою, з атмосферою та іншими факторами середовища. Межі окремих біогеоценозів найчастіше визначаються рослинними угрупованнями — фітоценозами, які найкраще відображають зміни, що відбуваються в кожному конкретному природному комплексі. Є думка, що поняття біогеоценозу ідентичне поняттю біоценоз, а сам термін біогеоценоз зайвий, оскільки при визначенні біоценозу як певної сукупності організмів, оскільки і при визначенні біогеоценозу, беруться до уваги всі умови існування організмів, в тому числі ґрунтовий і геологічний субстрат. Про це свідчать праці Г. М. Висоцького, Г. Ф. Морозова, Є. В. Алексєєва, П. С. Погребняка,  П. М. Рафеса та ін.
Суто в екологічному сенсі:
Біогеоценоз — це угрупування різних видів мікроорганізмів, рослин, тварин, які заселяють певні місця проживання та які стійко підтримують біогенний кругообіг речовин. Підтримка кругообігу в конкретних географічних умовах є основною функцією біогеоценозу.

## Склад біогеоценозу

Схема біогеоценозу

А. Живі компоненти біогеоценозу, що утворюють біоценоз.
І. Ценокомплекс автотрофів — з ценопопуляцій рослин та інших живих істот фото- і хемосинтетиків, утворювачів первинної біологічної продукції з елементів косного середовища:
1. фототрофів — зелені вищі і нижчі рослини і деякі види джгутикових;
2. хемотрофів — безхлорофільні хемотрофні бактерії.

II. Ценокомплекс біотрофів — з ценопопуляцій тварин і почасти рослин і мікроорганізмів — споживачів і трансформаторів живої біомаси та прижиттєвих виділень і утворювачів вторинної біологічної продукції:
1. фітофаги — травоїдні тварини, мікроорганізми і рослини-паразити та напівпаразити;
2. зоофаги — м'ясоїдні (хижі) тварини, мікроорганізми, комахоїдні рослини, тварини і мікроорганізми-паразити.

III. Ценокомплекс сапротрофів — з ценопопуляцій мікроорганізмів, а також тварин і рослин, споживачів і деструкторів відмерлих решток, покидьків і трупів рослинного і тваринного походження;
1. сапрофаги — мікроорганізми, безхребетні і деякі види хребетних тварин;
2. сапрофіти — гриби та деякі види вищих сапрофітних рослин.

Б. Косні компоненти біогеоценозу, що складають екотоп, який біоценозом перетворюється на біотоп.
IV. Аеротоп — перетворене біоценозом повітряне середовище.
V. Едафотоп — перетворене біоценозом ґрунтове середовище.